# Черненко, Пётр Давыдович
Пётр Давыдович Черненко (23 ноября 1923, Челябинск, Уральская область — 1995) — советский хоккеист, нападающий.

## Биография
Воспитанник челябинского «Дзержинца», в составе которого провёл всю карьеру в командах мастеров. Дебютировал в сезоне 1947/48, в котором вместе с командой стал победителем турнира 2 группы. В одном из матчей забросил 6 шайб, установив рекорд клуба. Пять следующих сезонов отыграл в 1 группе чемпионата СССР.